# Daryl Clark

a Compétitions nationales et continentales officielles uniquement.

b Matchs officiels uniquement.
Daryl Clark, né le 10 février 1993, est un joueur de rugby à XIII anglais évoluant au poste de troisième ligne, d'ailier, d'arrière ou de talonneur dans les années 2010. Il débute en 2011 aux Tigers de Castleford. Sa polyvalence lui permet d'être régulièrement aligné en match.  Après quatre saisons à Castleford où il est désigné à titre personnel meilleur joueur de la Super League et meilleur jeune joueur de la Super League en 2014, il rejoint les Wolves de Warrington.

## Biographie
Il effectue ses années junior avec les Warriors de Fryston avant d'intégrer l'académie des Tigers de Castleford jusqu'au moins de vingt ans. Il fait ses débuts professionnels en Super League avec Castleford lors de la saison 2011. Sa première saison est ponctuée par une convocation en équipe d'Écosse pour deux rencontres en fin d'année mais n'y dispute aucun match. En effet, en raison de la règle des grands-parents, Daryl Clark peut être sélectionné par l'Écosse, toutefois en 2013 il affirme vouloir jouer pour la sélection d'Angleterre ou de Grande-Bretagne.
L'année 2014 est l'une des plus abouties de sa carrière. Avec Castleford, il atteint la finale de la Coupe d'Angleterre (perdue contre les Rhinos de Leeds), une première pour le club depuis 22 ans. Ses performances lui permettent d'être appelé en stage avec la sélection d'Angleterre en juin 2014. Fin août 2014, Daryl Clark annonce son départ de son club formateur pour les Wolves de Warrington où il remplace Michael Monaghan, ce transfert était en fait déjà acté en fin d'année 2013 et permet à Castleford de sécuriser sa situation financière. Pour Clark, il s'agit selon d'une nouvelle étape dans sa carrière et suit son désir de rejoindre un club lui permettant d'atteindre son objectif, à savoir remporter des trophées, disputer de grands matchs et de finir chaque année dans les premières places de la Super League, il considère que Warrington lui permettra d'atteindre ces objectifs.
En octobre 2014 à seulement 21 ans, il devient le plus vainqueur du titre de meilleur joueur de l'année de la Super League, il est également désigné meilleur jeune joueur de l'année. Seul  Joe Lydon, à Widnes, avait réussi pareil exploit en 1984. Il apprend la même semaine qu'il est retenu pour le Tournoi des Quatre nations 2014 avec la sélection d'Angleterre.

## Palmarès
- Collectif :
  - Vainqueur de la Challenge Cup : 2019 (Warrington).
  - Finaliste du Super League : 2016 et 2018 (Warrington).
  - Finaliste du Coupe d'Angleterre : 2014 (Castleford), 2016 et 2018 (Warrington).

- Individuel :
  - Élu meilleur joueur de la Super League : 2014 (Castleford).
  - Élu meilleur joueur de la finale de la Challenge Cup : 2019 (Warrington).
  - Élu meilleur jeune joueur de la Super League : 2014 (Castleford).
  - Nommé dans l'équipe de la Super League : 2014 (Castleford) et 2019 (Warrington).

## Détails

### Détails en sélection
| Matchs internationaux de Daryl Clark                         | Matchs internationaux de Daryl Clark | Matchs internationaux de Daryl Clark | Matchs internationaux de Daryl Clark | Matchs internationaux de Daryl Clark | Matchs internationaux de Daryl Clark | Matchs internationaux de Daryl Clark | Matchs internationaux de Daryl Clark | Matchs internationaux de Daryl Clark | Matchs internationaux de Daryl Clark | Matchs internationaux de Daryl Clark | Matchs internationaux de Daryl Clark |
| ------------------------------------------------------------ | ------------------------------------ | ------------------------------------ | ------------------------------------ | ------------------------------------ | ------------------------------------ | ------------------------------------ | ------------------------------------ | ------------------------------------ | ------------------------------------ | ------------------------------------ | ------------------------------------ |
| 1.                                                           | 25 octobre 2014                      | Samoa                                | 32-26                                | Quatre Nations                       | Remplaçant                           | 0                                    | 0                                    | -                                    | -                                    |                                      |                                      |
| 2.                                                           | 2 novembre 2014                      | Australie                            | 12-16                                | Quatre Nations                       | Remplaçant                           | 0                                    | 0                                    | -                                    | -                                    |                                      |                                      |
| 3.                                                           | 8 novembre 2014                      | Nouvelle-Zélande                     | 14-16                                | Quatre Nations                       | Talonneur                            | 0                                    | 0                                    | -                                    | -                                    |                                      |                                      |
| 4.                                                           | 22 octobre 2016                      | France                               | 40-6                                 | Amical                               | Remplaçant                           | 4                                    | 1                                    | -                                    | -                                    |                                      |                                      |
| 5.                                                           | 29 octobre 2016                      | Nouvelle-Zélande                     | 16-17                                | Quatre Nations                       | Remplaçant                           | 0                                    | 0                                    | -                                    | -                                    |                                      |                                      |
| 6.                                                           | 5 novembre 2016                      | Écosse                               | 38-12                                | Quatre Nations                       | Remplaçant                           | 0                                    | 0                                    | -                                    | -                                    |                                      |                                      |
| 7.                                                           | 27 octobre 2018                      | Nouvelle-Zélande                     | 18-16                                | Test match                           | Remplaçant                           | 0                                    | 0                                    | -                                    | -                                    |                                      |                                      |
| 8.                                                           | 4 novembre 2018                      | Nouvelle-Zélande                     | 20-14                                | Test match                           | Remplaçant                           | 0                                    | 0                                    | -                                    | -                                    |                                      |                                      |
| Matchs internationaux de Daryl Clark avec la Grande-Bretagne |                                      |                                      |                                      |                                      |                                      |                                      |                                      |                                      |                                      |                                      |                                      |
|                                                              | Date                                 | Adversaire                           | Résultat                             | Compétition                          | Poste                                | Points                               | Essais                               | Pen.                                 | Drops                                |                                      |                                      |
| 1.                                                           | 2 novembre 2019                      | Nouvelle-Zélande                     | 8-12                                 | Amical                               | Remplaçant                           | 4                                    | 1                                    | 0                                    | 0                                    |                                      |                                      |
| 2.                                                           | 9 novembre 2019                      | Nouvelle-Zélande                     | 8-23                                 | Amical                               | Remplaçant                           | 0                                    | 0                                    | 0                                    | 0                                    |                                      |                                      |

### En club
| Saison | Club              | Compétition        | Matchs | Points | Essais | Buts | Drop |
| ------ | ----------------- | ------------------ | ------ | ------ | ------ | ---- | ---- |
| 2011   | Castleford Tigers | Super League       | 18     | 28     | 7      | 0    | 0    |
| 2011   | Castleford Tigers | Coupe d'Angleterre | 3      | 8      | 2      | 0    | 0    |
| 2012   | Castleford Tigers | Super League       | 14     | 12     | 3      | 0    | 0    |
| 2012   | Castleford Tigers | Coupe d'Angleterre | 1      | 4      | 1      | 0    | 0    |
| 2013   | Castleford Tigers | Super League       | 27     | 32     | 8      | 0    | 0    |
| 2013   | Castleford Tigers | Coupe d'Angleterre | 1      | 0      | 0      | 0    | 0    |
| 2014   | Castleford Tigers | Super League       | 24     | 52     | 13     | 0    | 0    |
| 2015   | Warrington Wolves | Super League       | 23     | 24     | 6      | 0    | 0    |
| 2015   | Warrington Wolves | Coupe d'Angleterre | 3      | 0      | 0      | 0    | 0    |
| 2016   | Warrington Wolves | Super League       | 27     | 36     | 9      | 0    | 0    |
| 2016   | Warrington Wolves | Coupe d'Angleterre | 4      | 4      | 1      | 0    | 0    |
| Total  | Total             | Total              | 145    | 200    | 50     | 0    | 0    |